# Sebastian Foss Solevåg
Sebastian Foss Solevåg (Ålesund, 13 luglio 1991) è un ex sciatore alpino norvegese, campione del mondo nello slalom speciale e nella gara a squadre a Cortina d'Ampezzo 2021.

## Biografia

### Stagioni 2007-2017
Sebastian Foss Solevåg ha esordito in una gara valida ai fini del punteggio FIS il 17 novembre 2006, disputando uno slalom gigante a Geilo (65º); ai Mondiali juniores di Monte Bianco 2010 ha ottenuto come miglior piazzamento il 47º posto nella discesa libera e il 2 dicembre dello stesso anno ha debuttato in Coppa Europa, a Åre in slalom speciale (35º). Ai Mondiali juniores di Crans-Montana 2011 ha nuovamente ottenuto come miglior piazzamento il 47º posto, questa volta sia nella discesa libera sia nel supergigante; nella stagione 2012-2013 ha debuttato in Coppa del Mondo a Levi, partecipando allo slalom speciale in programma l'11 dicembre senza qualificarsi per la seconda manche. Il 2 gennaio 2013 ha ottenuto il primo podio in Coppa Europa, arrivando 2º nello slalom speciale disputato a Kirchberg in Tirol alle spalle del francese Steven Théolier.

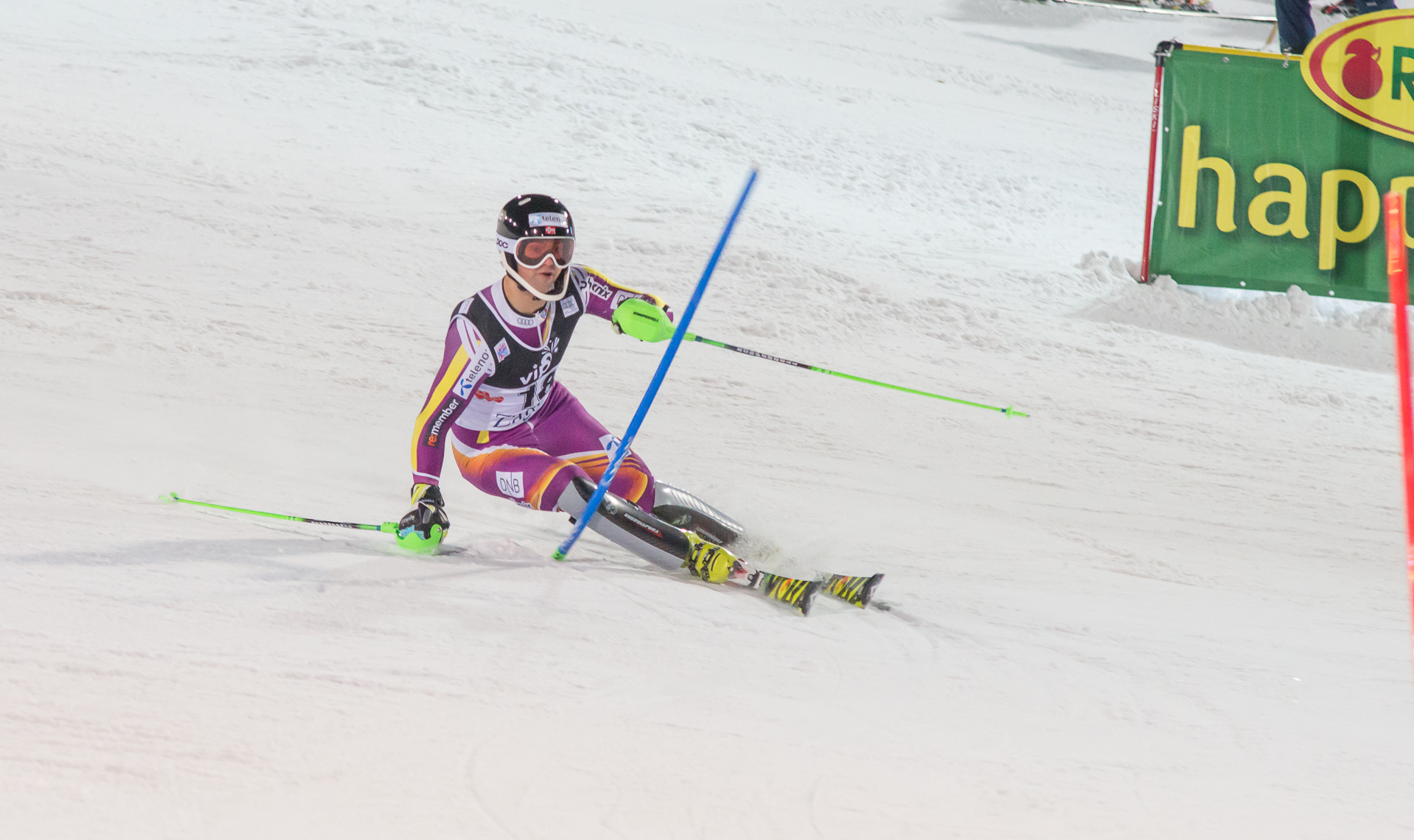
Sebastian Foss Solevåg in gara a Zagabria Sljeme nel 2015

Ha preso parte ai XXII Giochi olimpici invernali di Soči 2014, classificandosi 9º nello slalom speciale; nella stagione successiva ha conquistato la sua unica vittoria in Coppa Europa, nonché ultimo podio, salendo sul gradino più alto del podio nello slalom speciale di Levi del 22 novembre 2014, e il primo podio in Coppa del Mondo, chiudendo al 3º posto lo slalom speciale di Zagabria Sljeme del 6 gennaio 2015; ai successivi Mondiali di Vail/Beaver Creek 2015, sua prima presenza iridata, è stato 9º nello slalom speciale e due anni dopo, ai Mondiali di Sankt Moritz 2017, non ha completato lo slalom speciale.

### Stagioni 2018-2025
Ai XXIII Giochi olimpici invernali di Pyeongchang 2018 ha vinto la medaglia di bronzo nella gara a squadre, si è classificato 10º nello slalom speciale e non ha completato la combinata; l'anno dopo ai Mondiali di Åre 2019 è stato 12º nello slalom speciale, 34º nella combinata e 5º nella gara a squadre. Il 17 gennaio 2021 ha vinto la sua prima gara di Coppa del Mondo, lo slalom speciale disputato sulla pista Hermann Maier di Flachau, e ai successivi Mondiali di Cortina d'Ampezzo 2021 ha vinto la medaglia d'oro sia nello slalom speciale, sia nella gara a squadre. 
Il 22 dicembre 2021 ha ottenuto la seconda e ultima vittoria in Coppa del Mondo, nonché ultimo podio, nello slalom speciale del Canalone Miramonti di Madonna di Campiglio; ai successivi XXIV Giochi olimpici invernali di Pechino 2022, sua ultima presenza olimpica, ha vinto la medaglia di bronzo nello slalom speciale. Nella medesima specialità ai Mondiali di Courchevel/Méribel 2023 si è piazzato 19º e a quelli di Saalbach-Hinterglemm 2025, suo congedo iridato, non ha completato la prova. Ha preso per l'ultima volta il via in Coppa del Mondo il 16 marzo 2025 a Hafjell in slalom speciale, senza qualificarsi per la seconda manche, e si è ritirato al termine di quella stessa stagione 2024-2025 e ha disputato la sua ultima gara in carriera ai Campionati norvegesi 2025 (Oppdal, 6 aprile).

## Palmarès

### Olimpiadi
- 2 medaglie:
  - 2 bronzi (gara a squadre a Pyeongchang 2018; slalom speciale a Pechino 2022)

### Mondiali
- 2 medaglie:
  - 2 ori (slalom speciale, gara a squadre a Cortina d'Ampezzo 2021)

### Coppa del Mondo
- Miglior piazzamento in classifica generale: 14º nel 2021
- 5 podi (tutti in slalom speciale):
  - 2 vittorie
  - 1 secondo posto
  - 2 terzi posti

#### Coppa del Mondo - vittorie
| Data             | Località             | Paese   | Specialità |
| ---------------- | -------------------- | ------- | ---------- |
| 17 gennaio 2021  | Flachau              | Austria | SL         |
| 22 dicembre 2021 | Madonna di Campiglio | Italia  | SL         |

Legenda:

SL = slalom speciale

#### Coppa del Mondo - gare a squadre
- 3 podi:
  - 1 vittoria
  - 2 secondi posti

### Coppa Europa
- Miglior piazzamento in classifica generale: 29º nel 2013
- 4 podi:
  - 1 vittoria
  - 2 secondi posti
  - 1 terzo posto

#### Coppa Europa - vittorie
| Data             | Località | Paese     | Specialità |
| ---------------- | -------- | --------- | ---------- |
| 22 novembre 2014 | Levi     | Finlandia | SL         |

Legenda:

SL = slalom speciale

### South American Cup
- Miglior piazzamento in classifica generale: 28º nel 2014
- 1 podio:
  - 1 vittoria

#### South American Cup - vittorie
| Data              | Località | Paese | Specialità |
| ----------------- | -------- | ----- | ---------- |
| 1º settembre 2013 | La Parva | Cile  | SL         |

Legenda:

SL = slalom speciale

### Australia New Zealand Cup
- Miglior piazzamento in classifica generale: 7º nel 2025
- Vincitore della classifica di slalom speciale nel 2020
- 1 podio:
  - 1 vittoria

#### Australia New Zealand Cup - vittorie
| Data             | Località | Paese         | Specialità |
| ---------------- | -------- | ------------- | ---------- |
| 5 settembre 2019 | Cardrona | Nuova Zelanda | SL         |

Legenda:

SL = slalom speciale

### Campionati norvegesi
- 9 medaglie[2]:
  - 3 ori (slalom speciale nel 2013; slalom speciale nel 2015; slalom speciale nel 2021)
  - 2 argenti (slalom speciale nel 2016; slalom speciale nel 2024)
  - 4 bronzi (slalom speciale nel 2010; combinata nel 2015; combinata nel 2017; combinata nel 2018)